# Valtorres
Valtorres là một đô thị ở tỉnh Zaragoza, Aragon, Tây Ban Nha. Theo điều tra dân số 2004 của Viện thống kê Tây Ban Nha (INE), đô thị này có dân số là 109 người. Diện tích đô thị này là 3 ki-lô-mét vuông.Đô thị này nằm ở độ cao 678 m trên mực nước biển, cách tỉnh lỵ 120 km.